# 殷琦 (速度滑冰运动员)
殷琦（1992年10月15日—），中国女子短道速滑、速度滑冰运动员，第十四届全国冬季运动会女子1000米金牌得主、女子1500米和女子集体出发银牌得主和女子团体追逐铜牌得主、2025年亚洲冬季运动会女子1500米铜牌得主。